# 라쿠도
라쿠도 펄 6(Rakudo Perl 6, 간단히 라쿠도)은 펄 6 컴파일러로서, 펄 6 사양을 구현하는 MoarVM과 자바 가상 머신을 대상으로 한다. 현재 개발이 진행 중이다.
원래 패럿 프로젝트 내에서 개발된 라쿠도 소스 코드 저장소는 독립적으로 개발하기 위해 2009년 2월 프로젝트로부터 분기되었으나 수많은 의존사항이 존재한다. 라쿠도는 C, 펄 6, 가벼운 펄 6 구현체 "NQP"(Not Quite Perl)로 작성되어 있다.
라쿠도 펄 #14는 2009년 2월 출시되었으며, 코드명은 Vienna이다. 이 이름은 2008년 4월 이후로 개발자들 중 한 명을 후원한 Perl mongers 그룹에 따라 정해진 것이다. 차기 릴리스들 또한 Perl mongers 그룹에 기반하여 코드명이 지어졌다.
라쿠도 스타(Rakudo *)라는 이름의 컴파일러와 모듈의 최초 주요 배포판이 2010년 7월 29일에 출시되었다. 라쿠도 스타의 최신판은 2017년 5월 1일에 만들어졌다.

## 명칭
펄 6 컴파일러의 "라쿠도"(Rakudo)라는 이름은 Damian Conway가 처음 제안하였다. 라쿠도는 (駱駝道, 낙타도, 즉 낙타길)의 일본어 표현에서 비롯되었으며, 일본어로 낙원(楽土)을 의미하기도 한다.
라쿠도 펄 6라는 용어는 언어 사양(펄 6)의 이름과 언어 사양(라쿠도)를 구별하기 위해 선정되었다. 다양한 수준의 성숙도를 자랑하는 현재 여러 구현체가 있으며 그 중에 오직 라쿠도만이 완전한 펄 6 및 펄 6 하위 집합을 위한 NQP를 구현하고 있다.